# Avenida San Juan (San Juan de Miraflores)
La avenida San Juan es una de las principales avenidas del distrito de San Juan de Miraflores, en la ciudad de Lima, capital del Perú.